# 李梦华
李梦华（1922年11月10日—2010年11月9日），男，直隶省（今河北）平山人，中国体育活动家，原中华人民共和国国家体委主任、中国奥委会主席、2008年夏季奥林匹克运动会组委会名誉主席。

## 生平
李梦华1938年在家乡加入中国共产党，后长期在晋察冀边区工作。1954年，李任国家体委竞赛司司长，1960年升任副主任。1981年升任主任，1986年出任中国奥委会主席。1987年获得国际奥委会授予的奥林匹克银质勋章。1988年离休。
2010年11月9日于北京去世，享年88歲。